# Pferdestall (Universität Hamburg)
Der Pferdestall ist ein denkmalgeschütztes Gebäude der Universität Hamburg im Stadtteil Rotherbaum, es beherbergt heute den Fachbereich Sozialwissenschaften dieser Hochschule.

## Lage und Umfeld

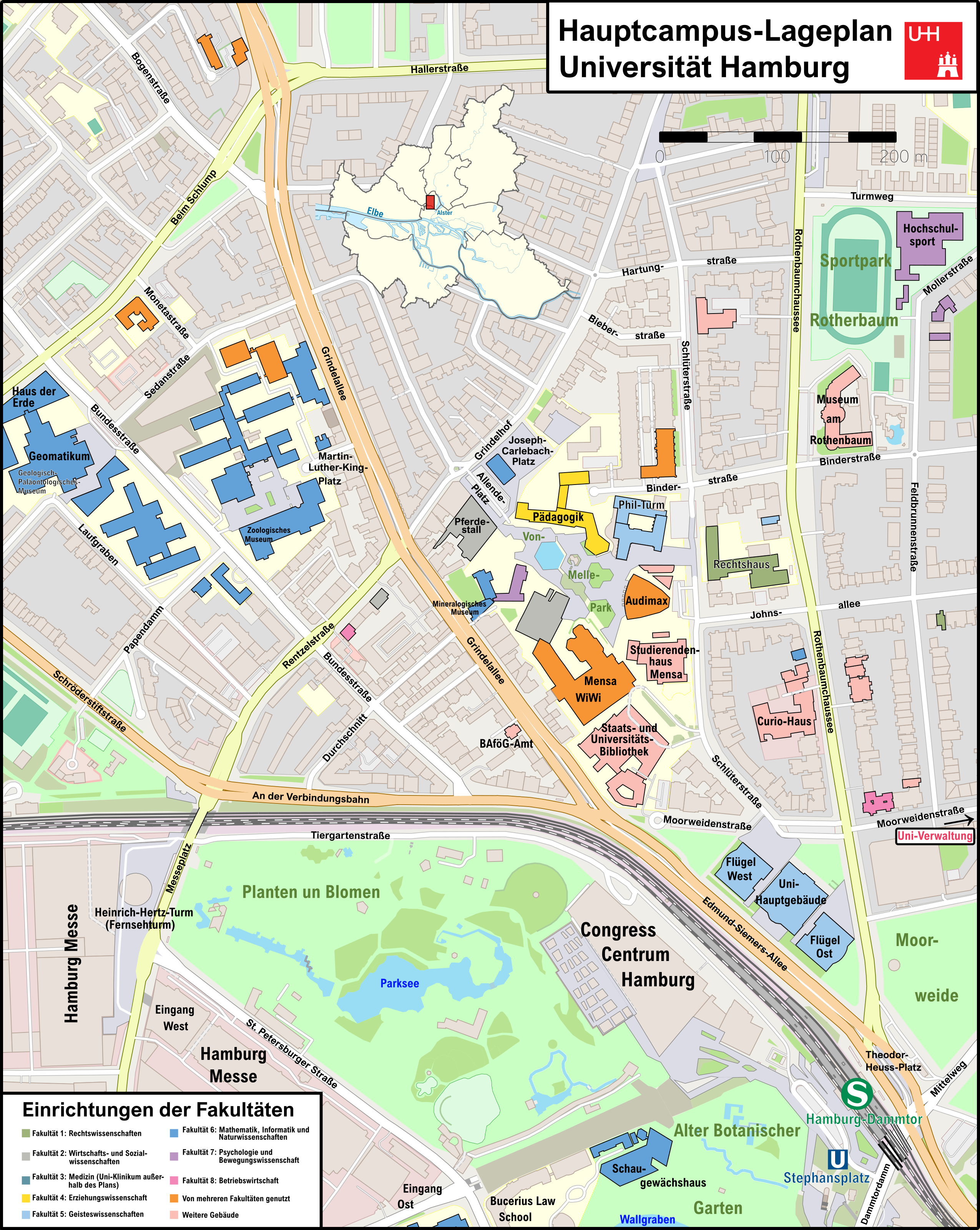
Hauptcampus der Universität Hamburg im Stadtteil Rotherbaum

Das Gebäude liegt in unmittelbarer Nähe des Campus Von-Melle-Park. Seit 1983 heißt dessen nordwestliche Verlängerung Allende-Platz und erinnert an den früheren chilenischen Präsidenten Salvador Allende.
Im nordwestlichen Nachbargebäude des Pferdestalls befindet sich heute das Abaton, ein Programmkino. Die Front des Pferdestalls zeigt nach Nordosten. Schräg gegenüber steht ein 1942 fertiggestellter Hochbunker, der seit 1952 ebenfalls von der Universität Hamburg genutzt wird. Vor 1940 sah man vom Pferdestall aus auf die Bornplatzsynagoge, die nach ihrer wiederholten Verwüstung im November 1938 (→ Novemberpogrome 1938) abgerissen wurde. Auch die Talmud-Tora-Schule zählte zu den markanten Institutionen des jüdischen Lebens im Grindelviertel.
Südöstlich liegt ein Freigelände. Hier standen früher gründerzeitliche Mehrfamilienhäuser mit der Anschrift Beneckestraße 2, 4 und 6. Sie gehörten ab 1928 der Deutsch-Israelitischen Gemeinde und boten verschiedenen jüdischen Einrichtungen Raum. Ab 1942 verfügten die Nationalsozialisten die Umwidmung der Gebäude zu sogenannten Judenhäusern. Eine Gedenkplatte an der Brandmauer des Pferdestalls erinnert an diese Vorgänge. Im Hinterhof des Hauses Beneckestraße 4 stand die Neue Dammtor-Synagoge. Auch sie wurde in der Reichspogromnacht geschändet, anschließend jedoch mit Hilfe von privaten Spenden wieder aufgebaut. 1943 fiel sie Bombentreffern zum Opfer. Eine kleine Stele ist der Erinnerung an sie gewidmet.
Südwestlich des Pferdestalls finden sich, durch einen Hinterhof getrennt, Wohnhäuser an der Grindelallee. Eines von ihnen ist ein Studierendenwohnheim im Eigentum des Studierendenwerks Hamburg. Südlich des Pferdestalls liegt der Bau des Mineralogisch-Petrographischen Instituts (Grindelallee 48). Zwischen diesem Bau, dem Studierendenwohnheim und dem Pferdestall führt ein Fußweg von der Grindelallee zum Allende-Platz.

## Errichtung und Name
Im April 1908 wurde der Sitz des damals in Hamburg bekannten Fuhr- und Equipagenunternehmens J. A. Schlüter Söhne von der Sankt-Petri-Kirche an den Bornplatz verlegt. Auf dem Grundstück Bornplatz 2 stand der 1906–1908 errichtete Neubau des Unternehmens, der ausreichend Raum für bis zu 200 Pferde, Verpflegung, Werkstätten, Equipagen, Remisen, Stallungen, Maschinen und Anlagen, Personalräume und Meisterwohnungen bot. Um die Kutschen und Equipagen unterbringen zu können, befand sich im Hof eine Aufzugsanlage. Die Pferde erreichten ihre Stallungen über Rampen zum ersten und zweiten Obergeschoss. Die Entwürfe für die Anlage stammten vom Berliner Architekten Friedrich Wilhelm Göhre, der sich vom Neuen Marstall in Berlin inspirieren ließ. Weil der Bau jahrelang als Quartier für Pferde diente, bürgerte sich der Name Pferdestall ein.

## Baubeschreibung

Grundriss (nicht eingenordet)

Der Bau gliedert sich in vier Flügel. Der nordwestliche und der südöstliche Flügel sind parallel ausgerichtet, der Frontflügel und der rückwärtige nicht. Der rückwärtige Flügel trifft den südöstlichen nicht an dessen Ende, sondern vorher. Ein Glasdach überspannt den Innenhof mit seiner Nutzfläche von 600 Quadratmetern.
Die Fassade der Front ist im neobarockem Stil gehalten. Der Sockel besteht aus schlesischem Granit, darüber sind Kalksandsteine verwendet worden, die hinter rötlichen Verblendsteinen verborgen sind. Das Gebäude verfügt über fünf Stockwerke, die vierte Etage mit ihren in Giebelgauben eingelassenen Fenstern zum Allende-Platz ist Teil des Dachs. In diesem vierten Stock akzentuiert eine Fledermausgaube die vertikale Mittelachse der Front. In der Front des dritten Stocks wechseln sich verschiedene Materialien ab: Sandstein-Quader, Ziegel, grau-sandfarbiger Putz und Granit. Granit dient auch zur Rhythmisierung der Fassade, beispielsweise durch Lisenen und Gesimse bei Tür- und Fensteröffnungen sowie Lisenen über die gesamte Fronthöhe, die die Fassade vertikal in fünf Abschnitte gliedern: vier ungefähr gleich breit, der des Gebäudeeingangs schmaler. Gegliedert wirkt die Front zudem, weil Granitbänder einzelne Etagen voneinander abgrenzen: das Erdgeschoss vom ersten Stock, den zweiten vom dritten Stock und den dritten Stock vom Dach. Im Mittelrisalit ist in einem Relief eine Kutsche dargestellt. Anfangs führten an der Front zwei große Durchlässe in den Innenhof. Nach dem Ersten Weltkrieg war der Durchlass links vom Haupteingang des Gebäudes verschwunden.
Die heutige Südost-Fassade, einst eine reine Brandmauer, ist erst seit Zerstörung des 13 Jahre älteren, gründerzeitlichen Nachbargebäudes im Zweiten Weltkrieg sichtbar. Sie hat heute in vier Geschossen zusammen 48 Fenster. Dennoch wirkt sie „unvollständig, beschnitten und nackt“.
Die Etagen sind über ein Treppenhaus verbunden. Im Treppenauge befindet sich ein Personenaufzug. Im ersten bis vierten Stock sind heute Büro-, Gruppen- und Seminarräume untergebracht. Ein Großteil des dritten Stocks dient der als Präsenzbibliothek organisierten Fachbibliothek Sozialwissenschaften, die Literatur aus den Bereichen Politikwissenschaft, Soziologie, Journalistik und Kommunikationswissenschaft sowie Kriminologische Sozialforschung vorhält.

## Nutzungsgeschichte
Der Bauherr Schlüter & Söhne gebrauchte das Gebäude zunächst vor allem zur Unterbringung und Wartung seiner Fuhrwerke, als Unterkunft für seine Pferde sowie zur kaufmännischen Abwicklung aller Geschäfte. Mit den veränderten gesellschaftlichen und politischen Umständen nach dem Ersten Weltkrieg sowie durch die aufkommende Konkurrenz des Automobils sank die Nachfrage nach von Pferden gezogenen Luxusfuhrwerken. Kurzzeitig verkauften Schlüter & Söhne deshalb auch Fahrzeuge von Bugatti. Außerdem richtete das Unternehmen eine Autowerkstatt im rechten Nachbargebäude ein, dem heutigen Standort des Abaton-Kinos. Dennoch musste es seine Kutschensparte aufgeben. Die Stadt Hamburg erwarb 1928 das Gebäude und stellte es der Universität zur Verfügung. Der Lehrbetrieb wurde zum Wintersemester 1929/1930 aufgenommen. Universitäre Erstnutzer waren das Seminar für romanische Sprachen und Kultur, das Literaturwissenschaftliche und das Germanistische Seminar, das Seminar für Erziehungswissenschaft, das Seminar für Philosophie sowie das Psychologische Institut der Universität.
Infolge der Kriegsschäden an anderen Universitätsgebäuden fanden geisteswissenschaftliche Universitätsinstitute Aufnahme im Pferdestall (nun mit der Adresse Bornplatz 1–3), auch Personal des Rektorats. Nach Ende des Zweiten Weltkrieges blieb die Lehrerausbildung zunächst in der Talmud-Tora-Schule, die während der Kriegsjahre zwangsenteignet worden war und die die Stadt nach 1945 von der Jewish Claims Conference erworben hatte. Bis zum Bezug des Philosophenturms (1963) fungierte der Pferdestall als Zentrum der Geisteswissenschaften. Mit der Schaffung des Campus Von-Melle-Park Anfang der 1960er Jahre erhielt der Pferdestall eine neue Adresse (Von-Melle-Park 15) und wurde ab 1968 Zentrum der Sozialwissenschaften. In jenem Jahr zogen die Politikwissenschaftler ein. Ihnen folgten 1970 Teile der Soziologen, die ab 1986 vollständig ihren Sitz im Pferdestall nahmen. Das Institut für Sozial- und Wirtschaftsgeschichte war ebenfalls im Pferdestall angesiedelt, bis das Fach ab 2005 in das Historische Seminar der Universität Hamburg eingegliedert wurde.
Seit 1988 ist ein früherer Hörsaal des Gebäudes im ersten Stock besetzt; als T-Stube ist dieser Raum ein selbstverwalteter, studentischer Treffpunkt und Veranstaltungsraum. Seit 2004 werden zwei Räume auf der rechten Seite des Erdgeschosses sowie die rechtsseitige Außenfläche vor dem Pferdestall von der Pony Bar genutzt, einem Gastronomiebetrieb, der auch kulturelle Veranstaltungen durchführt. Bereits seit 2000 hatte es studentische Pläne und Initiativen gegeben, Erdgeschossflächen für Kulturveranstaltungen zu nutzen. Anfänglich wurde dabei auch der Innenhof einbezogen, was derzeit (Stand: 2022) nicht gestattet ist. Die 1997 gegründete Universität Hamburg Marketing GmbH, die Marketing, Öffentlichkeitsarbeit, die Vermarktung von Werberechten sowie den Verkauf von Merchandising-Produkten betreibt, verfügt im Erdgeschoss über einen Sitzungs- und Seminarraum an der linken (stumpfwinkeligen) Gebäude-Ecke (Allende-Platz/Brandmauer). Seit Jahrzehnten dienen Räume in der linken Hälfte des Erdgeschosses der Universitätsdruckerei. Das Gebäudemanagement der Universität nutzt die über den Hof erreichbaren Werkstätten und Teile der Hoffläche als Parkplatz.

## Bauliche Veränderungen und Sanierungen
Die ersten großen Umbaumaßnahmen mit einem Gesamtetat von 500.000 RM ließ die Stadt unmittelbar nach Kauf des Gebäudes vornehmen, um es für den Hochschulbetrieb zu ertüchtigen.
Die Grundsanierung des Pferdestalls erfolgte von 1985 bis 1986. Eine anfänglich geplante neue Front, die zum Campus ausgerichtet sein und die Brandmauer ersetzen sollte, entfiel aus Kostengründen. Stattdessen wurde sie mit Ziegelsteinen verblendet. Schon zuvor hatten sich Pläne der 1970er Jahre zerschlagen, den Bau von 1908 abzureißen.
2013/2014 wurde die Bibliothek saniert und konzeptionell von einer reinen Freihandbibliothek in eine Magazinbibliothek gewandelt; nur noch ein Teil ihrer Bücher ist direkt zugänglich. Die Zahl der Arbeitsplätze für Bibliotheksnutzer erhöhte sich, das Interieur wurde modernisiert, die Stützen aus Gusseisen wurden in der Bibliothek wieder freigelegt.
2015 wurden Geruchsbelästigungen im Gebäude gemeldet. 2017 wiesen Messungen den möglicherweise krebserregenden Stoff Naphthalin nach, der seit Errichtung des Baus in Bodenbelägen aus Gussasphalt steckt. Einige Räume sind daraufhin gesperrt worden. Anfang 2022 war das Gebäude noch nicht erfolgreich saniert, zwei von vier Stockwerken waren gesperrt; bei der Sanierung eingesetzte Spezialfolien hatten sich wieder gelöst. Im Februar 2024 protestierten Studenten und Professoren gegen die aus ihrer Sicht schleppende Sanierung.

## Kunst und Geschichte

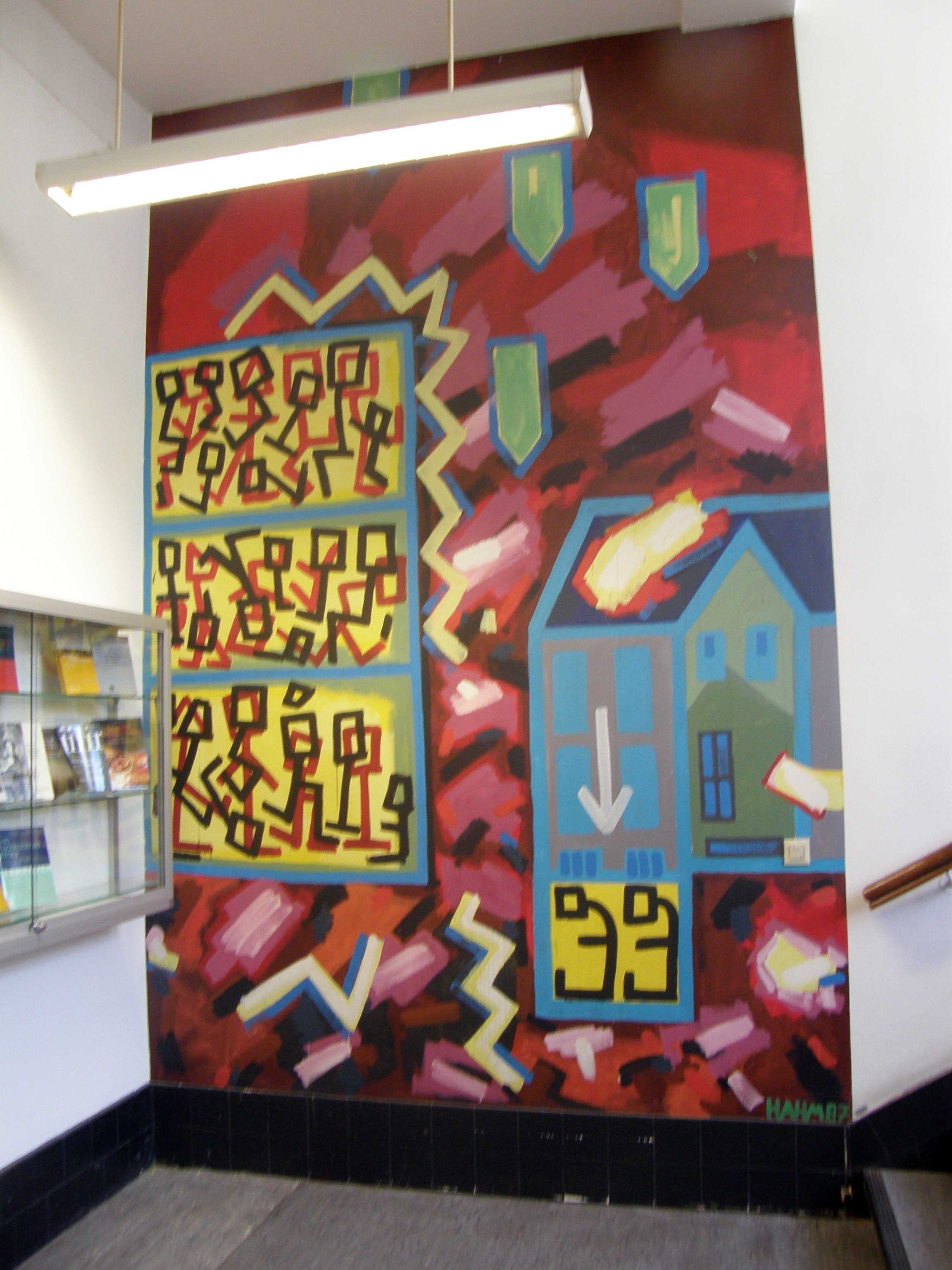
Eines der Wandgemälde (Foto von 2010)

Der Künstler Constantin Hahm gestaltete im Auftrag der Hamburger Kulturbehörde von 1985 bis 1988 Innenwandflächen des Pferdestalls. Von seinen ursprünglich sechs Wandgemälden sind heute (2022) noch fünf zu sehen, überwiegend im Treppenhaus. In Dispersionsfarben ausgeführt thematisieren sie die Geschichte des Gebäudes in seinem politisch-gesellschaftlichen und wissenschaftlichen Umfeld. Hahm nutzte für diese Werke kontrastreiche, kräftige Farben und arbeitete mit „comichafte(n) Figuren und Szenerien, Schrift und Formeln“:
- Das Wandgemälde über der früheren Pförtnerloge ist nicht mehr vorhanden. Ähnlich wie in einem Kreuzworträtsel waren hier Begriffe wie „Stall“, „Pferde“, „Fahrzeuge“ und „Universität“ zu lesen.[41]
- Das Wandgemälde im Treppenaufgang zur ersten Etage zeigt ein Haus und einen Säugling im Kinderwagen; von oben werden Bomben abgeworfen.[42]
- Das Wandgemälde im Treppenhaus auf Höhe des ersten Stockwerks kontrastiert Alltagsgegenstände mit mathematischen Zeichen, die für wissenschaftliches Arbeiten stehen.[43]
- Eine Etage höher zeigt das Wandbild im Treppenhaus eine Kriegsszene: Im Gebäude auf der linken Gemäldeseite erkennt der Betrachter Menschen, die wie Strichmännchen dargestellt sind und sich in drei Etagen eines Baus zusammendrängen – offensichtlich der Hochbunker gegenüber dem Pferdestall, der Angehörigen der „arischen Herrenrasse“ vorbehalten war. Das Gebäude rechts deutet den Pferdestall an. In seinem Keller, der im Zweiten Weltkrieg „Nicht-Ariern“ als Schutzraum zugewiesen wurde, kauern zwei Strichmännchen. Auf beide Gebäude fallen Fliegerbomben. Den Hintergrund bildet eine Fläche in Schwarz, Rot und Gelb – Feuer, Rauch und Blut suggerierend.[44]
- Mehrere Wände eines Seminarraums im zweiten Stock transportieren mit einer Bildreihe eine lange Erzählung, die von einer universitären Seminarsituation, über Kriegsszenen bis hin zu Andeutungen zum Wiederaufbau in der Nachkriegszeit reicht.[45] Die Bildreihe wird auch als Mahnung an die wissenschaftliche Arbeit im Spannungsfeld zwischen Krieg und Frieden gedeutet.[13]
- Im Treppenhaus der dritten Etage zeigt ein Wandgemälde, wie ein abstrakter Menschenkopf auf einem Löffel dargebotene Nahrung zu sich nimmt; in Gaumen und Unterkiefer sitzen zwei Strichmännchen, ein Kind und ein Erwachsener, an einem Tisch, möglicherweise bei einer Mahlzeit. Links vor dem Unterkiefer liest man das Wort „Brot“. Das „B“ ist in Weiß gemalt, die folgenden Buchstaben sind rot. Die auf diese Weise hergestellte Verbindung von Brot und Rot könnte Hinweis auf politisch-revolutionäre Forderungen sein.[46]

Aus Anlass des 100-jährigen Bestehens der Universität hat die studentische Arbeitsgruppe Geschichte der Sozialwissenschaften von 2018 bis 2019 eine Dauerausstellung zur Politik und Gesellschaft im Pferdestall erarbeitet, die die Geschichte der Sozialwissenschaften an der Universität Hamburg aufbereitet und deren insgesamt 15 Informationsflächen treppenhausnah im Gebäude erreichbar sind, vom Erdgeschoss bis zum zweiten Obergeschoss. Im Foyer des Pferdestalls wird die Gebäudegeschichte in ihrem Umfeld behandelt. Sich verändernde Studienstrukturen und Seminarinhalte sind Gegenstand der Ausstellungsflächen im ersten Stock, ebenfalls die Anfänge von Soziologie und Sozialwissenschaften in Hamburg, ferner die Sozialwissenschaften in der NS-Zeit. Im zweiten Stock präsentiert die Ausstellung die Lebenswege zweier Lehrender: Siegfried Landshut und Christa Hoffmann-Riem. Die Flächen im dritten Stockwerk widmen sich studentischen Initiativen, Streiks und den Auseinandersetzungen um Gender- und Queer Studies im Pferdestall.

## Denkmalschutz
Der Pferdestall bildet zusammen mit anderen Universitätsgebäuden ein denkmalgeschütztes Ensemble und ist seit 2013 in der entsprechenden Liste der Freien und Hansestadt Hamburg eingetragen. Vorher war dieses Ensemble bereits ein offiziell „erkanntes Denkmal“.

## Persönlichkeiten
- Ernst Cassirer (1874–1945), Professor für Philosophie, Rektor der Universität Hamburg, nach der Machtergreifung der Nationalsozialisten 1933 im Exil
- Christine Landfried (* 1949), erste Frau im Pferdestall mit einem Lehrstuhl für Politikwissenschaft
- Agathe Lasch (1879–1942), erste Professorin des Faches Germanistik in Deutschland, 1942 im Holocaust ermordet
- Hans-Peter Schwarz (1934–2017), Zeithistoriker und Adenauer-Biograf
- William Stern (1871–1938), Psychologe, Entwickler des ersten Intelligenzquotienten

Galerie
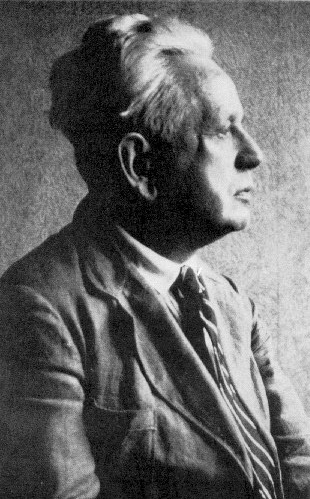
Ernst Cassirer
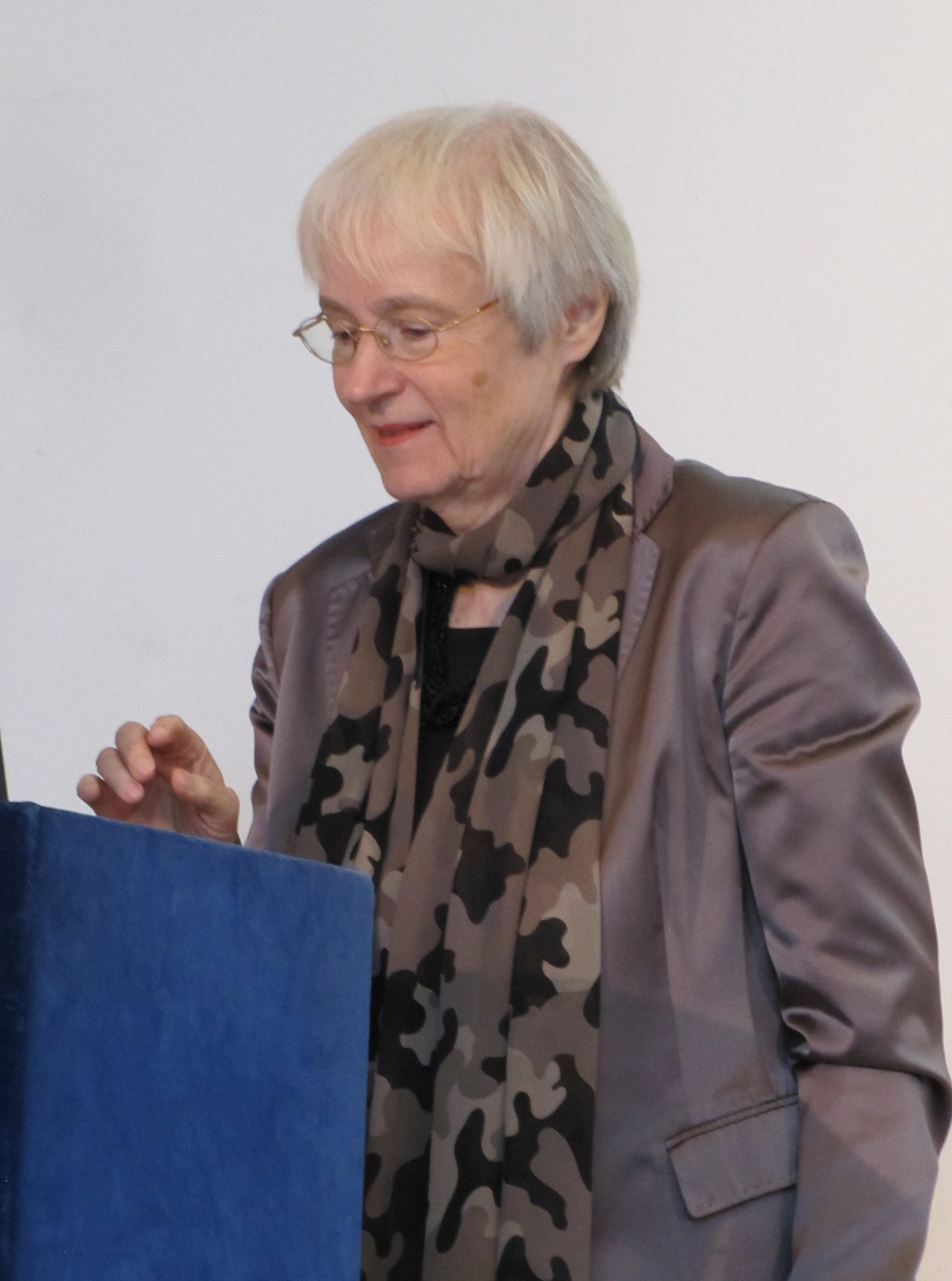
Christine Landfried
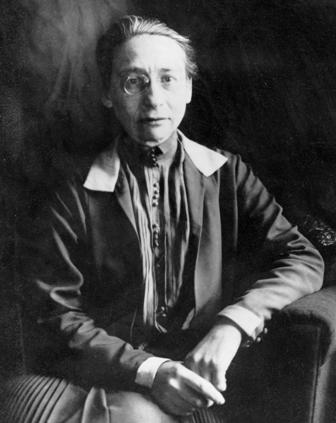
Agathe Lasch
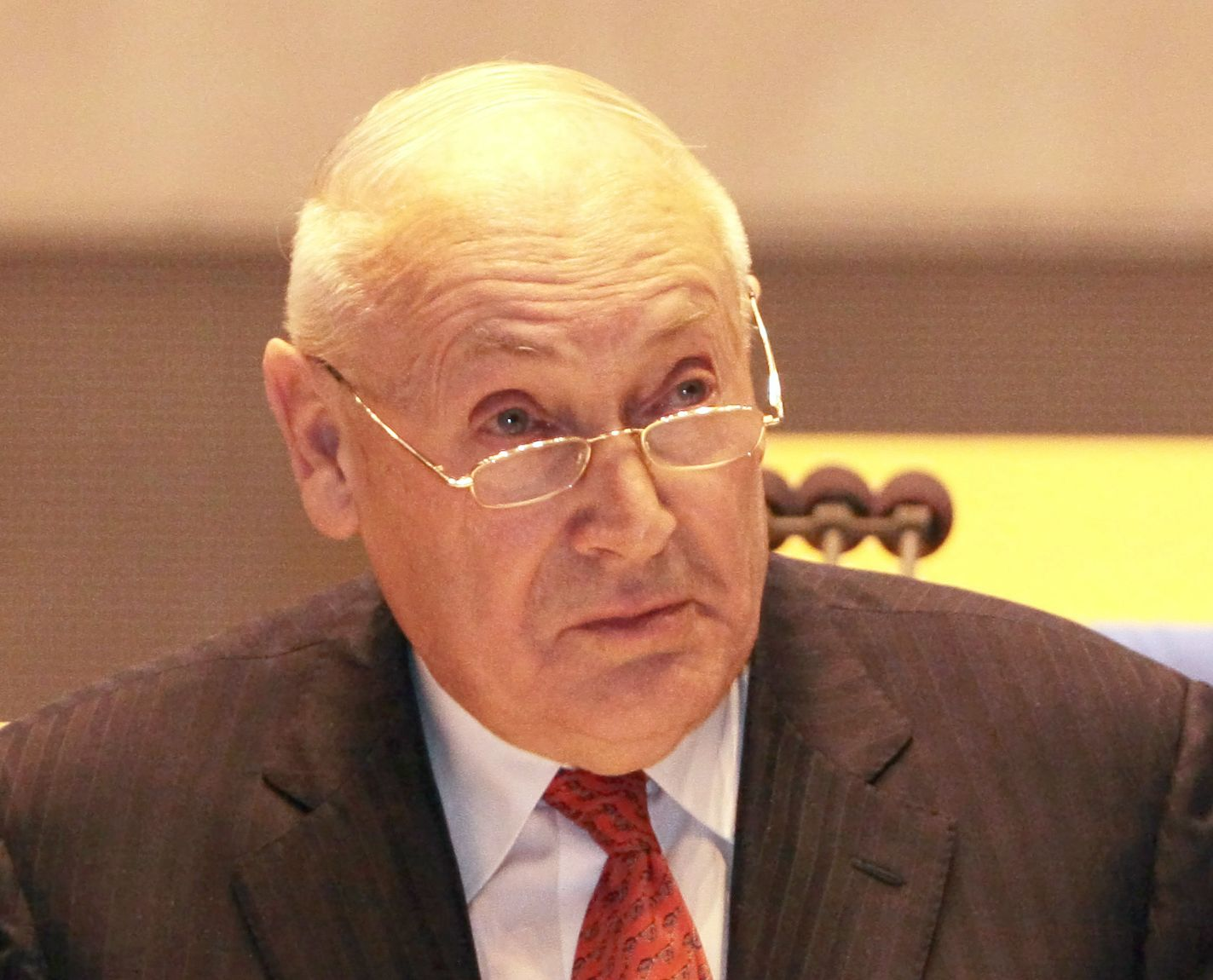
Hans-Peter Schwarz
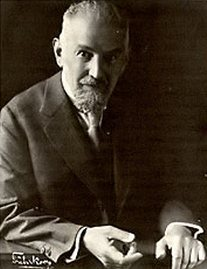
William Stern